# Flexibilitat interpretativa
Flexibilitat interpretativa és la noció que descriu l'existència d'interpretacions radicals sobre un artefacte tècnic, és a dir, l'atribució d'objectius, significats i línies de desenvolupament divergent. La flexibilitat interpretativa dels artefactes tècnics no s'ha d'entendre en termes exclusivament hermenèutics; no es limita a assenyalar el fet trivial que a un artefacte se li poden assignar diferents significats o valors en contextos diferents. En cert sentit la presència de flexibilitat interpretativa suggereix l'existència d'artefactes diferents ("bicicleta viril" versus "bicicleta perillosa") en el que a simple vista sembla un únic artefacte ("bicicleta ordinària"). Els artefactes lluny de seguir una simple evolució cap a una eficiència més gran (en un sentit precís i neutre), segueixen diferents línies de desenvolupament impulsades per elements més heterogenis que avalen un model multidireccional del desenvolupament tecnològic.
Les diferències a les quals el concepte de flexibilitat interpretiva es refereix son radicals, això és, estan relacionades amb el funcionament dels artefactes (amb el fet que ho facin correctament o incorrectament), amb el disseny material dels seus components; un aspecte molt més difícil de demostrar i que té conseqüències directes per a les innovacions futures, segons una o altra interpretació, l'artefacte seguirà línies molt diferents d'evolució.